# ファクトリオン
数学において、ファクトリオン(英: factorion)とは、 各桁の数字の階乗の和がその数自身となる自然数である。例えば、145は、1! + 4! + 5! = 1 + 24 + 120 = 145であるためファクトリオンである。
十進法では、ファクトリオンは、1、2、145、40585(オンライン整数列大辞典の数列 A014080)の4つのみである。
ファクトリオン、という名称は、Clifford A. Pickoverが彼の著書、Keys to Infinity の22章、"The Loneliness of the Factorions"で用いた。 

## 上限
nをd桁の自然数であるファクトリオンとすると、10d − 1 ≤ n ≤ 9!d(ただし9!dは9!とdの積の意である)が成り立たなければならない。しかしこれは、d ≥ 8に対し成り立たず、nは最大で7桁であることが分かるため、最初の上限として、9999999が分かる。しかし、7桁の数の各桁の階乗の和は、9!*7 = 2540160なので、2番目の上限は2540160となる。さらに、9!6 = 2177280であり、6つの9があり、2540160より大きくない7桁の自然数は、1999999である。これは、調べれば分かる通りファクトリオンではない。次の最大の和は、1999998である。同様の手順で、次の上限は1854721と分かる。

## 他の基数
十進法以外にも定義が拡張されている場合、ファクトリオンは無限に存在する。これの例として、任意のn > 3 である自然数に対し、n! + 1 と n! + 2は(n-1)!進法でファクトリオンであり、2桁で"n1"、"n2"と書かれる。例えば、25と26は六進法でファクトリオンであり、"41"、"42"と書かれる。また、121と122は二十四進法でファクトリオンであり、"51"、"52"と書かれる。
n > 2に対し、n! + 1はさらに(n! - n + 1)進法でもファクトリオンであり、2桁で"1n"と書かれる。例えば、25は二十一進法でファクトリオンであり、"14"とかかれる。また、121は百十六進法でファクトリオンであり、"15"と書かれる。
全ての自然数は一進法でファクトリオンであり、1と2は全ての記数法でファクトリオンである。
次の表は、三十進法までのファクトリオンの一覧である。
オンライン整数列大辞典の数列 A193163
| 基数(n) | n進表記                    | 十進法での表現                  |
| ------- | -------------------------- | ------------------------------- |
| 1       | 1, 11, 111, ...            | 1, 2, 3, ... (全ての自然数)     |
| ≥1      | 1                          | 1                               |
| 2       | 10                         | 2                               |
| ≥3      | 2                          | 2                               |
| 4       | 13                         | 7                               |
| 5       | 144                        | 49                              |
| 6       | 41                         | 25                              |
| 6       | 42                         | 26                              |
| 9       | 6 2558                     | 41282                           |
| 10      | 145                        | 145                             |
| 10      | 4 0585                     | 40585                           |
| 11      | 24                         | 26                              |
| 11      | 44                         | 48                              |
| 11      | 2 8453                     | 40472                           |
| 13      | 8379 0C5B                  | 519326767                       |
| 14      | 8 B0DD 409C                | 12973363226                     |
| 15      | 661                        | 1441                            |
| 15      | 662                        | 1442                            |
| 16      | 260 F3B6 6BF9              | 2615428934649                   |
| 17      | 8405                       | 40465                           |
| 17      | 146F 2G85 00G4             | 43153254185213                  |
| 17      | 146F 2G85 86G4             | 43153254226251                  |
| 21      | 14                         | 25                              |
| 23      | 498J HHJI 5L7M 50F0        | 1175342075206371480506          |
| 24      | 51                         | 121                             |
| 24      | 52                         | 122                             |
| 26      | 10 K2J3 82HG GF81          | 2554945949267792653             |
| 26      | 10 K2J3 82HG GF82          | 2554945949267792654             |
| 27      | 725                        | 5162                            |
| 27      | 75 CA7B E19H 1K2P 6DKF     | 15511266000434263077417003      |
| 28      | 54                         | 144                             |
| 30      | Q 809T 0Q5Q A0EG CSGI CG4R | 9158749082185220449342855718547 |